# Клуб неудачниц
«Клуб неудачниц» (англ. Crush) — драма Джона МакКея. Фильм был впервые показан публике на Эдинбургском кинофестивале в 2001 году.

## Сюжет
Три подруги (школьная учительница, полицейский и врач) собираются вечерами и рассказывают друг другу истории о своей, в общем-то,  не очень удачной жизни. Так продолжается до тех пор, пока одна из них не завязывает роман со своим бывшим учеником, а двое других стараются помешать ей.

## В ролях
| Актёр                             | Роль        |
| --------------------------------- | ----------- |
| Энди Макдауэлл / Andie Macdowell  | Кейт        |
| Имельда Стонтон / Imelda Staunton | Жанин       |
| Анна Чанселлор                    | Молли       |
| Кенни Доти / Kenny Doughty        | Джед Уиллис |